# Veylma Falaeo
Veylma Falaeo est une fonctionnaire  et femme politique française issue de la diaspora wallisienne et futunienne de Nouvelle-Calédonie, née le 24 août 1982 à Nouméa. Membre de l'Éveil océanien depuis sa création le 2 mars 2019 à l'approche des élections provinciales, elle est également présidente du Congrès de la Nouvelle-Calédonie depuis le 29 août 2024, devenant ainsi la première femme ainsi que la première personne d'origine wallisienne et futunienne élue à ce poste.

## Situation personnelle
Veylma Falaeo naît le 24 août 1982 à Nouméa. Aînée d'une fratrie de trois, elle est la fille d'Augustin Falaeo, retraité de la mairie de Nouméa et d'Elisabeth Brial, ancienne aide maternelle, et grandit dans le quartier de Rivière Salée. Par sa mère, elle est l'arrière-petite-fille d'Aloisia Brial (fille d'aliki de la lignée Manuka, branche de la famille des Uhilamoafa) qui est Lavelua (reine) d'Uvéa (royaume coutumier correspondant à l'île de Wallis) de 1954 à 1958, la petite-nièce de Benjamin Brial qui a été député gaulliste de Wallis-et-Futuna de 1967 à 1988, la petite-fille du conseiller territorial de Wallis-et-Futuna pour Sigave de 1967 à 1987 Cyprien Brial et la nièce de Victor Brial et de Sylvain Brial qui ont à leur tour représenté cet archipel à l'Assemblée nationale respectivement pour le Rassemblement pour la République (RPR) puis l'Union pour un mouvement populaire (UMP) de 1997 à 2007 et en tant que divers droite de 2018 à 2022. Elle est également la cousine d'un autre élu du Congrès, Gil Brial, militant anti-indépendantiste qui préside le Mouvement populaire calédonien (MPC) depuis 2018.
À 18 ans, elle entre à l'Université de la Nouvelle-Calédonie, qu'elle quitte avec une double licence d'administration publique et d'économie-gestion.
Elle rejoint la fonction publique en 2009, travaillant d'abord pour l'Institut de formation à l'administration publique, puis à l'Institut pour le développement des compétences en Nouvelle-Calédonie et enfin en tant que contrôleuse auprès de la Direction de la formation professionnelle continue. Elle exerce également la profession de professeure de Zumba pendant sept ans, où elle encadrait notamment la participation des enfants au carnaval de Nouméa.

## Parcours politique

### Débuts
Après dix ans de profession dans la fonction publique, Veylma Falaeo cofonde avec Milakulo Tukumuli L'Éveil océanien le 2 mars 2019 à l'approche des élections provinciales du 12 mai afin de défendre les intérêts de la communauté wallisienne et futunienne, jugée sous-représentée dans les institutions et marginalisée dans la société néo-calédonienne. Le 12 mai, Veylma Falaeo est élue à l'Assemblée de la Province Sud et au Congrès de la Nouvelle-Calédonie, le parti ayant obtenu 8,5 % des suffrages exprimés, soit environ 11 000 voix, et décroche ainsi quatre sièges à l’assemblée provinciale et trois au Congrès.

## Ascension

### Élections municipales de 2020
Veylma Falaeo se présente aux élections municipales de 2020 à Nouméa. Elle gagne alors deux sièges de conseillers municipaux siégeant dans l'opposition, se plaçant quatrième avec 2 052 voix, soit 7,02 % des suffrages, derrière les listes de Joseph Boanemoa (indépendantiste), Magali Manuohalalo (Calédonie ensemble) et Sonia Lagarde (LREM soutenue par Les Loyalistes), la maire sortante, réélue dès le premier tour avec 63,9 % des voix. En 2022, elle devient secrétaire générale de L'Éveil océanien.

### Élections législatives de 2024
À la suite des élections européennes de 2024, qui voient la victoire du Rassemblement national de Marine Le Pen pour la France, le président de la République Emmanuel Macron décide la dissolution de la XVIe législature de l'Assemblée nationale, élue en 2022. Des élections législatives anticipées ont lieu les 29 et 30 juin pour le premier tour et les 6 et 7 juillet pour le second tour pour élire la XVIIe législature, intervenant dans un contexte d'émeutes en Nouvelle-Calédonie. Veylma Falaeo se présente alors dans la première circonscription du territoire tandis que Milakulo Tukumuli candidate dans la deuxième. Leurs scores sont cependant insuffisants et les électeurs doivent alors départager au second tour Nicolas Metzdorf (député sortant de la deuxième circonscription, finalement réélu) et Omayra Naisseline dans la première circonscription et Emmanuel Tjibaou (qui l'emporte) et Alcide Ponga dans la deuxième.

## Présidente du Congrès de la Nouvelle-Calédonie

### Élection
Le 29 août 2024, les élus locaux doivent renouveler le bureau du Congrès. Le sortant Roch Wamytan, de l'UC-FLNKS, président sortant de l'institution, est candidat à sa réélection, de même que Naia Wateou pour Les Loyalistes et Le Rassemblement, Philippe Dunoyer pour Calédonie ensemble. Alors qu'ils avaient jusque là soutenu Roch Wamytan, L'Éveil océanien décide cette fois-ci de candidater en la personne de Veylma Falaeo. À l'issue du premier tour, Roch Wamytan obtient les 26 suffrages indépendantistes de l'UC-FLNKS et de l'UNI, Naia Wateou les 19 du Rassemblement-Les Loyalistes, Philippe Dunoyer les 6 de son groupe et Veylma Falaeo les 3 de L'Éveil océanien. Décidés à faire barrage à Roch Wamytan, dans le contexte des violentes émeutes et du rôle de la Cellule de coordination des actions de terrain (CCAT), branche de l'UC, dans les violences, ainsi que pour ses précédents propos et actions polémiques, les non-indépendantistes retirent leurs candidatures et apportent unanimement leur soutien à Veylma Falaeo, qui obtient donc la majorité absolue, à 28 voix contre 26 au second tour. Falaeo devient ainsi la première femme ainsi que la première personne d'origine wallisienne et futunienne à être élue à ce poste .

### Exercice de la fonction
La nouvelle présidente de l'institution Veylma Falaeo revient sur plusieurs décisions de son prédécesseur, notamment un mémorandum de coopération extrêmement controversé avec l'Assemblée nationale d'Azerbaïdjan qui avait été signé en avril 2024, soit un mois avant le début des émeutes, par Omayra Naisseline, qui aurait été mandatée par le président Wamytan lui-même. Après un recours du Haut-Commissariat de la République adressé au Congrès, la nouvelle présidente déclare le 14 octobre ce mémorandum « nul et non-avenu », stipulant que « L’article 70 de la loi organique ainsi que l’article 12 du règlement intérieur du Congrès stipule bien que le président du Congrès ne peut habiliter qu’un vice-président ou bien quelqu’un de l’administration à signer en son nom et donc à engager le Congrès de la Nouvelle-Calédonie. Or, Mme Naisseline n’était pas vice-présidente, donc officiellement et juridiquement elle n’était pas habilitée à engager la responsabilité du Congrès au nom du président » Le haut-commissaire rajoutait dans son courrier que le président du Congrès ne dispose pas de la compétence pour signer un tel acte, celui-ci relevant des relations internationales dont seul l’État a la charge.
En novembre, Yaël Braun-Pivet et Gérard Larcher, respectivement présidente de l'Assemblée nationale et président du Sénat, entament une visite officielle dans l'archipel du 10 au 13 du mois, pour discuter de la reconstruction économique et de la relance des discussions en vue d'un futur accord politique. Ils rencontrent notamment la nouvelle présidente du Congrès, qui déclarera à l'issue de la rencontre qu'elle est un « signe fort » pour l'avenir. « L'État est à nos côtés maintenant, c'est à nous responsables politiques locaux de faire le nécessaire ».